# Koedymkar
Koedymkar (Komi-Permjaaks/Russisch: Кудымкар) is een stad in het oosten van Europees Rusland. Het is de hoofdstad van het district Permjakië, sinds 2005 onderdeel van de kraj Perm.
Koedymkar ligt 200 km ten noordwesten van de stad Perm. De stad ligt aan de monding van de Koeva, waar deze samenvloeit met de Inva. De Inva is een zijrivier van de Kama.
De geschiedenis van de stad kan tot 1579 achterhaald worden. De stadstatus werd in 1938 toegekend. Sinds 1989 (toen de stad 33.451 inwoners telde) is het aantal inwoners aan het dalen.
Bestuurlijk centrum: Perm

Aleksandrovsk · Berezniki · Dobrjanka · Goebacha · Gornozavodsk · Gremjatsjinsk · Kizel · Koedymkar · Koengoer · Krasnokamsk · Krasnovisjersk · Lysva · Nytva · Ochansk · Oesolje · Osa · Otsjor · Solikamsk · Tsjajkovski · Tsjerdyn · Tsjernoesjka · Tsjoesovoj · Tsjormoz · Veresjtsjagino